# 王新陆
王新陆（1949年10月—），湖南人，汉族，中国中医学家，第四届国医大师，全国政协委员，中国农工民主党党员。曾担任十一届全国政协常务委员、农工党中央常委、山东省委主委。2008年，当选第十一届全国政协常务委员，代表中国农工民主党，分入第十组。